# Trieste Science+Fiction Festival
Il Trieste Science+Fiction Festival è un festival cinematografico nato nel 2000 col nome di Science plus Fiction su iniziativa del Centro Ricerche e Sperimentazioni Cinematografiche e Audiovisive La Cappella Underground, raccogliendo l'eredità del Festival internazionale del film di fantascienza di Trieste svoltosi dal 1963 al 1982.
La manifestazione esplora vari ambiti della cultura fantascientifica, dal cinema al fumetto, dalla letteratura al teatro attraverso retrospettive, omaggi, rarità, convegni e incontri con rilevanti esponenti della produzione cinematografica di fantascienza italiani e stranieri.
Il Trieste Science+Fiction Festival assegna annualmente al miglior lungometraggio del concorso internazionale il tradizionale premio Asteroide, già massimo riconoscimento dello storico festival triestino.
È membro della European Fantastic Film Festivals Federation, in collaborazione con la quale assegna ogni anno il Méliès d'argento (Méliès d'argent) al miglior lungometraggio e cortometraggio europeo in concorso.

## Storia
Nel 1963 nasce il Festival internazionale del film di fantascienza, una manifestazione rivoluzionaria che porta a Trieste illustri personalità dello stardom internazionale come Arthur C. Clarke, Roger Corman (il cui L'uomo degli occhi a raggi X viene premiato con l'Astronave d'argento nel 1963), Riccardo Freda, Forrest J. Ackerman, Umberto Eco (in giuria nel 1963) e Brian Aldiss. Lo organizza un gruppo di “giovani della poesia visiva” – così li definisce Ungaretti in un telegramma augurale, ancora in possesso de La Cappella Underground – che avrebbero fatto della città un palcoscenico unico per il cinema di genere, fino al 1982, anno in cui il festival si interrompe.
Nel 2000 La Cappella Underground decide di rilanciare la tradizione di quel festival, proponendo produzioni indipendenti, anteprime e film rari, con il nuovo nome di Science plus Fiction.
Nel 2002, in collaborazione con Arnoldo Mondadori Editore nel cinquantenario della rivista Urania (la collana editoriale dedicata al fantastico e alla fantascienza), viene istituito il premio alla carriera Urania d'Argento, conferito quell'anno a Pupi Avati. Nel corso delle successive edizioni, sono stati insigniti dell'Urania d'Argento: Dario Argento (2003), Jimmy Sangster (2004), Lamberto Bava (2005), Enki Bilal e Terry Gilliam (2006), Joe Dante (2007), Ray Harryhausen (2008, che parteciperà in videoconferenza da Londra), Roger Corman e Christopher Lee (2009), George A. Romero (2011), Alfredo Castelli (2012), Gabriele Salvatores (2013), Alejandro Jodorowsky (2014), Bruce Sterling (2015), Rutger Hauer (2016), Sergio Martino (2017) e Douglas Trumbull (2018). Nel 2019 il nome del premio è stato cambiato in Premio Asteroide alla Carriera ed è stato conferito a Phil Tippett e poi nel 2021 a Abel Ferrara.
Nel 2004, alla sua quinta edizione, Science plus Fiction lancia una nuova sfida restaurando il simbolo dimenticato della manifestazione a cui si ispira: l'Asteroide, premio storico del ciclo ventennale del Festival internazionale del film di fantascienza di Trieste. Originariamente noto come "Asteroide d'Oro", il premio veniva consegnato al miglior film in concorso ed era disegnato ogni anno da un artista diverso; se, infatti, il festival aveva saputo portare celebri personaggi e film di spicco nel panorama del cinema sci-fi, altrettanto eccellenti erano i nomi degli artisti che firmavano il premio, dal triestino Nino Perizi a Marcello Mascherini.
Nel 2005 il Science plus Fiction entra a far parte della European Fantastic Film Festivals Federation, network che riunisce le principali manifestazioni del settore nella prospettiva di promuovere ai massimi livelli la produzione cinematografica europea di genere.
Il festival nel 2007 assume la dicitura di Science+Fiction (poi Trieste Science+Fiction Festival) e si caratterizza per un ampio ventaglio di appuntamenti: non solo cinema, ma anche eventi collaterali sui temi correlati alla fantascienza (tavole rotonde, convegni scientifici, concerti e performance teatrali, esposizioni d'arte e incontri letterari).
Nel 2009 il festival introduce il concorso Méliès per i lungometraggi, che affianca quello già dedicato ai cortometraggi.
Il programma cinematografico ha sempre offerto proposte diverse che potessero accontentare appassionati e neofiti dei generi science-fiction, horror e fantasy e, nel corso degli anni, si sono andate delineando via via nuove sezioni: ad oggi (2019), oltre alla sezione ufficiale Neon che comprende le ultime novità e le anteprime in concorso e fuori concorso, il Festival presenta classici del cinema fantascientifico, cortometraggi in concorso (European Fantastic Shorts) e fuori concorso (Fantastic Shorts), Spazio Italia, la vetrina dedicata alle produzioni italiane fantastiche e fantascientifiche, e documentari a tema (fanta)scientifico, con presentazioni e incontri di approfondimento a cura di esperti del settore. Fra le numerose retrospettive che hanno accompagnato le sezioni ufficiali: Brit Invaders! (2003-2005), dedicata alla produzione sci-fi britannica dagli anni Sessanta agli autori contemporanei; Marx Attacks! (2007, 2009) con una visione allargata alle produzioni sovietiche e dell'Est Europa; FantaEspaña (2002), dedicata al cinema di fantascienza spagnolo, a cura di Carlos Aguilar; Voyage Fantastique (2006-2008), un viaggio all'interno della fantascienza francese, in collaborazione con il Institut français di Milano e l'Ambasciata di Francia; Fant'America (2009) un omaggio ad Edgar Allan Poe a duecento anni dalla sua nascita.
La manifestazione registra più di 20.000 presenze all'anno.

## Premi

### Asteroide
| Anno | Film                              | Regista                                            | Nazione                    |
| ---- | --------------------------------- | -------------------------------------------------- | -------------------------- |
| 2004 | Able Edwards                      | Graham Robertson                                   | Stati Uniti                |
| 2005 | Puzzlehead                        | James Bai                                          | Stati Uniti                |
| 2006 | Manga                             | Peter Khazizov                                     | Russia                     |
| 2007 | Timecrimes (Los cronocrímenes)    | Nacho Vigalondo                                    | Spagna                     |
| 2008 | Tres días                         | F. Javier Gutiérrez                                | Spagna                     |
| 2009 | First Squad – The Moment of Truth | Yoshiharu Ashino / Misha Shprits / Aljoscha Klimov | Giappone / Russia / Canada |
| 2010 | Transfer                          | Damir Lukacevic                                    | Germania                   |
| 2011 | Monsters                          | Gareth Edwards                                     | Regno Unito                |
| 2012 | Errors of the Human Body          | Eron Sheean                                        | Germania / Stati Uniti     |
| 2013 | Europa Report                     | Sebastián Cordero                                  | Stati Uniti                |
| 2014 | Time Lapse                        | Bradley D. King                                    | Stati Uniti                |
| 2015 | Wyrmwood                          | Kiah Roache-Turner                                 | Australia                  |
| 2016 | Embers                            | Claire Carré                                       | Stati Uniti / Polonia      |
| 2017 | The Man with the Magic Box        | Bodo Kox                                           | Polonia / Italia           |
| 2018 | Freaks                            | Zach Lipovsky / Adam B. Stein                      | Canada                     |
| 2019 | Aniara                            | Pella Kågerman / Hugo Lilja                        | Svezia                     |
| 2020 | Sputnik                           | Egor Abramenko                                     | Russia                     |
| 2021 | Gaia                              | Jaco Bouwer                                        | Sudafrica                  |

### Méliès d'argento - Lungometraggi
| Anno | Film                                                                           | Regista                             | Nazione                        |
| ---- | ------------------------------------------------------------------------------ | ----------------------------------- | ------------------------------ |
| 2009 | The Children                                                                   | Tom Shankland                       | Regno Unito                    |
| 2010 | Trasporto eccezionale - Un racconto di Natale (Rare Exports: A Christmas Tale) | Jalmari Helander                    | Finlandia                      |
| 2011 | L'arrivo di Wang                                                               | Manetti Bros.                       | Italia                         |
| 2012 | Grabbers                                                                       | Jon Wright                          | Regno Unito / Irlanda          |
| 2013 | Lacrime di sangue (L'étrange couleur des larmes de ton corps)                  | Hélène Cattet / Bruno Forzani       | Belgio / Francia / Lussemburgo |
| 2014 | Index Zero                                                                     | Lorenzo Sportiello                  | Italia                         |
| 2015 | Polder                                                                         | Samuel Schwarz / Julian M. Grunthal | Svizzera / Germania            |
| 2016 | The Sum of Histories (Terug Naar Morgen)                                       | Lukas Bossuyt                       | Belgio                         |
| 2017 | Loop (Hurok)                                                                   | Isti Madarász                       | Ungheria                       |
| 2018 | Man Divided (QEDA)                                                             | Max Kestner                         | Danimarca / Svezia / Finlandia |
| 2019 | Extra Ordinary                                                                 | Mike Ahern / Enda Loughman          | Irlanda / Belgio               |
| 2020 | The Trouble with Being Born                                                    | Sandra Wollner                      | Austria / Germania             |
| 2021 | Warning                                                                        | Agata Alexander                     | Stati Uniti / Polonia          |

### Méliès d'argento - Cortometraggi
| Anno | Film                                            | Regista                     | Nazione                 |
| ---- | ----------------------------------------------- | --------------------------- | ----------------------- |
| 2005 | Terra Incognita                                 | Peter Volkart               | Svizzera                |
| 2006 | Final Journey                                   | Brendan Muldowney           | Irlanda                 |
| 2007 | Absence                                         | Kevin Lecomte               | Francia                 |
| 2008 | Kingz                                           | Benni Diez / Marinko Spahic | Germania                |
| 2009 | Virtual Dating                                  | Katia Olivier               | Belgio                  |
| 2010 | Daddy's Girl                                    | Helen Komini Olsen          | Norvegia                |
| 2011 | Out of Erasers (Sudd)                           | Erik Rosenlund              | Svezia / Danimarca      |
| 2012 | Employé du mois                                 | Olivier Beguin              | Svizzera                |
| 2013 | Happy B-Day                                     | Holger B. Frick             | Germania                |
| 2014 | The Nostalgist                                  | Giacomo Cimini              | Regno Unito             |
| 2015 | The Kármán Line                                 | Oscar Sharp                 | Regno Unito             |
| 2016 | Getting Fat in a Healthy Way                    | Kevork Aslanyan             | Bulgaria                |
| 2017 | The Last Schnitzel                              | Kaan Arici / Ismet Kurtulus | Danimarca               |
| 2018 | Thunder From a Clear Sky (Orage par ciel clair) | Yohan Faure                 | Francia                 |
| 2019 | This Time Away                                  | Magali Barbé                | Regno Unito             |
| 2020 | The Recycling Man                               | Carlo Ballauri              | Italia                  |
| 2021 | The Exit Plan                                   | Angus Wilkinson             | Australia / Regno Unito |